# Orquesta Aragón
Orquesta Aragón est un orchestre cubain de type charanga, originaire de Cienfuegos. Formé en 1939 par Orestes Aragón, le groupe joue au format fanfare au son traditionnel cubain.

## Histoire
Le groupe est formé en 1939 à Cienfuegos (centre de Cuba) sous le nom de Ritmica del 39, avant de devenir Ritmica Aragón puis d'adopter son nom définitif, Orquesta Aragón. Il est formé par le bassiste Orestes Aragón (directeur musical jusqu'en 1948), le violoniste et chanteur Rafael Lay, le pianiste José Palma, le bassiste José Beltran, les violonistes Celso Valdès et Dagoberto Gonzalez, le violoncelliste Tomas Valdès, les chanteurs José Antonio « Pepe » Olmo et Rafael Bacallao, le flûtiste Eduardo Martinez (Richard Egües), le timbalero Orestes Varona ainsi que Francisco Arbolaez au güiro et Guido Sarrià aux tumbadoras.
En 1948, Orestes Aragón souffrant d'une infection pulmonaire est forcé de prendre sa retraite et le jeune Rafael Lay (20 ans) devient le nouveau directeur musical.
Le groupe va devenir très populaire avec la mode du cha-cha-cha vers 1952, notamment grâce au soutien de l'inventeur de celui-ci : Enrique Jorrin qui fournira gratuitement ses partitions à Richard Ergües. Des tubes tels que El Bodeguero (écrit par R Egües et repris plus tard par Nat King Cole), Los Marcianos, Yo Tengo una Muñeca et El Rico Vacilòn propulsent le groupe sur le devant de la scène nationale cubaine, puis viendra le temps des pachangas avec Pare Cochero ou El Paso de Encarnacion et la Orquesta fera le tour du monde.
En 1965, la grande tournée Music Hall de Cuba amène la Aragón pour la première fois en France, où ils sont acclamés pendant trois semaines à L'Olympia. 
Promu Ambassadeur Culturel de Cuba l'orchestre entame en 1971 une grande tournée en Afrique qui débouche sur d'intéressantes rencontres entre les musiciens cubains et africains où sont évoquées les racines africaines de la musique cubaine.
En 1982, Rafael Lay meurt dans un accident de voiture en 1982, son fils Rafael Lay Bravo, violoniste lui aussi, reprend le flambeau. En 1999, l'album La Charanga eterna marque le soixantième anniversaire de la fondation de l'orchestre avec comme artistes invités la diva cubaine Omara Portuondo, le chanteur de salsa portoricain Cheo Feliciano et le congolais Papa Wemba.